# Індекс гендерного паритету

Відсоток країн, які досягли гендерного паритету за рівнем освіти. 2000 та 2017 роки

Індекс гендерного паритету (ІГП) ― соціально-економічний індекс для вимірювання відносного доступу чоловіків та жінок до освіти, використовується ЮНЕСКО. У найпростішій формі обчислюється як коефіцієнт кількості жінок до кількості чоловіків, які навчаються на певному етапі навчання (початковій, середній тощо). ІГП, рівний одиниці, означає рівність між чоловіками та жінками. ІГП менше одиниці свідчить про те, що гендерний паритет надає перевагу чоловікам, ІГП більший за одиницю вказує на гендерний паритет, який надає перевагу жінкам. Чим ближче ІГП до одиниці, тим ближче країна до досягнення рівності доступу між чоловіками та жінками. Використовується міжнародними організаціями, особливо для вимірювання прогресу країн, що розвиваються. Інститут статистики ЮНЕСКО також використовує більш загальне визначення ІГП: для будь-якого показника розвитку можна визначити ІГП щодо цього показника, розділивши його значення для жінок на значення для чоловіків. Наприклад, деякі документи ЮНЕСКО розглядають гендерний паритет у грамотності.
ЮНЕСКО описує спроби усунути гендерну диспропорцію в початковій та середній освіті та підкреслює важке становище дівчат, які не мають рівного доступу в країнах третього світу. Однак ІГП ігнорує гендерну диспропорцію, яка приносить користь жінкам першого світу у вищій освіті. Наприклад, в Ісландії 65% студентів, які здобувають вищу освіту, ― жінки.
Глобальний звіт про гендерний розрив у 2016 році Всесвітнього економічного форуму дозволяє переглядати та порівнювати дані ІГП країн, обчислювати гендерний паритет конкретної країни та досліджувати глобальні закономірності.